# Can Bonrepòs
Can Bonrepòs és una masia del poble de Bigues, en el terme municipal de Bigues i Riells, a la comarca catalana del Vallès Oriental.
Està situada quasi a l'extrem oriental del terme, a prop del límit amb l'Ametlla del Vallès. És a ponent i migdia del carrer de Bonrepòs, pertanyent a la urbanització denominada Diamant del Vallès la qual, de fet, hauria de dur el nom de Can Bonrepòs, ja que es va obrir en terres d'aquesta masia. És a l'esquerra del torrent de Bonrepòs, a la part mitjana d'aquest torrent, i en el vessant nord-oest del Serrat de Santa Creu. Queda a llevant de Can Mai-hi-són i de la part nord de la urbanització de Can Barri, i al nord-est de Can Febrera i Can Gresola.
L'accés a la masia és pel carrer de Bonrepòs, carrer que pren el nom de la masia.